# ハーゲン - ハイガー線
ハーゲン - ハイガー線（ドイツ語: Bahnstrecke Hagen–Heiger）はノルトライン＝ヴェストファーレン州の都市ハーゲンとヘッセン州ハイガーを結ぶ、電化された幹線鉄道である。主要経由地はイーザーローン・レトリック、フィネントロプ、クロイツタール、ジーゲンである。トンネルの多いこの路線は、主にレンネ川の流域とレンネシュタット・アルテンフンデムの南およびルール川とジーク川の間の分水界を通過する。ハーゲン - ジーゲン区間はルール＝ジーク線（Ruhe-Sieg-Strecke）とも呼ばれる。1998年に統合時刻表がノルトライン＝ヴェストファーレン州で導入されて以来、すべての中距離列車はジーゲン駅を経由しており、ほとんどの列車がその駅で互いに停車している。

## 歴史

### ベルク＝マルク鉄道会社と国有化

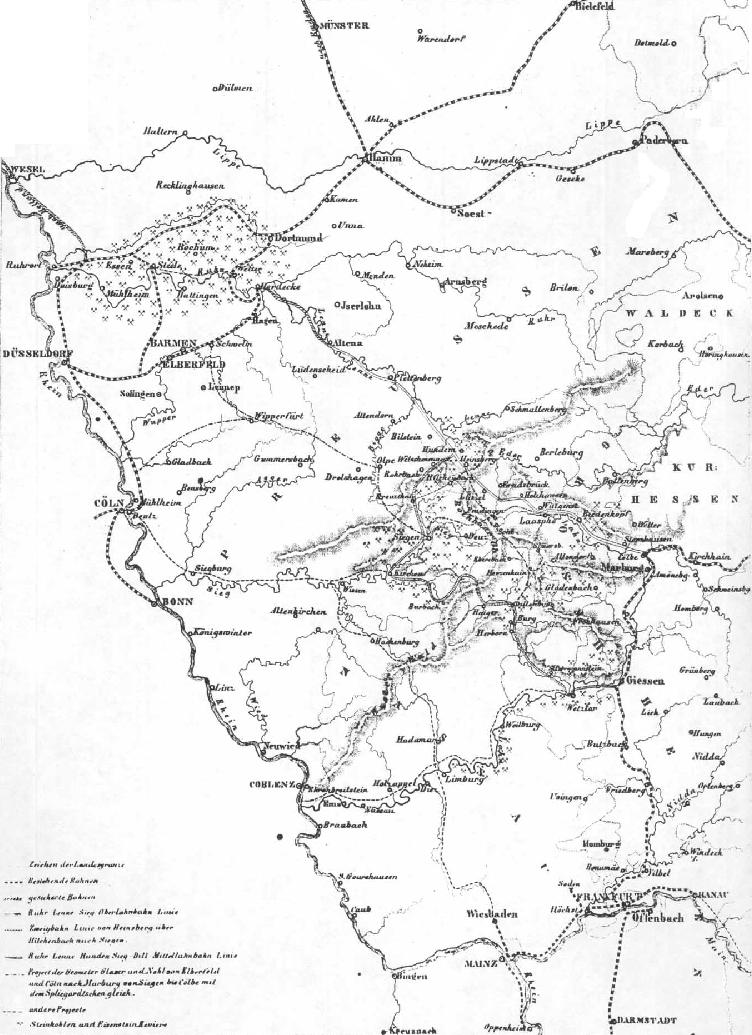
ルール＝ジーク鉄道の地図

1835年ジーゲンからルール地方まで馬車鉄道を建設するのはジーゲンで設立された委員会に提案された。目的は、ルール地方からジーガーラント郡の製錬所に石炭をより早く低い費用でジーガーラント郡の製錬所へ輸送することであった。ジーガーラント郡の製鉄所は、23パーセント以上の銑鉄生産量のため、プロイセンにとって非常に重要な産業施設であった。
鉄道建設承認の手順が長くなった後、蒸気機関車向けの鉄道建設を申し込んは1851年ハーゲンで設立された主要委員会では馬車鉄道の代わりに蒸気機関車向けの鉄道建設を申し込んだ。正確な経路については、長い間に、沿線の利益団体の間に、討論と論争があった。ジーゲンとハーゲンの両市の委員会は、より短くて低費用で建設可能な、フンデム川流域を通過する経路を選択した。鉄道建設は1856年にプロイセン王国の利子保証の条件で最終的に承認された。特に沿線の製鋼所関係者は経済的な成長を期待したので、資金を部分的に出資した。

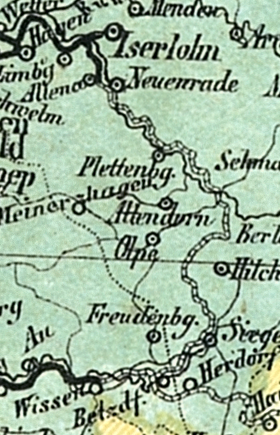
1861年ドイツ鉄道地図上のルール＝ジーク線

ハーゲン - ジーゲン区間は1858年から1861年にかけて、ベルク＝マルク鉄道会社（Bergisch-Märkische Eisenbahn-Gesellschaft, BME）の主導下で建設されたが、いくつかの難しい問題が発生した。トンネルの建設に、ゼメリング鉄道の建設を経験した、フランツ・フォン・ルジハ（Franz von Rziha, 1831~1897）が参加した。狭い谷で列車が通過するのが必要であったので、ボルジッヒ社は「675形蒸気機関車」として曲線経路に適合した、特別機関車を製造・供給した。この路線は当初には単線で建設されたが、1870年に複線で改修された。ハーゲン - レトマーテ区間は1859年3月21日に開業された。1860年7月17日にレトマーテ - アルテナ区間が、1861年8月6日にアルテナ - ジーゲン区間が最後に開業された。開通前日の8月5日に開通式が行われて、パレード列車がグレーヴェンブリュックで脱線したものの、怪我人はいなかったと報告された。
普通駅はすべての大きな町に建設されており、プレテンベルク駅舎、レンネシュタット-グレーヴェンブリュック駅舎、クロイツタール駅舎はチューダー様式で建築されて、この地域では珍しい建物である。転車台を備えた扇形庫は、レトマーテ、アルテナ、アルテンフンデム、クロイツタール、ジーゲンで設置された。フィンネントロプの車両基地（Betriebswerk）は、オルペとウェネメン方面の分岐線開通に関連して、1870年末に建設された。レンネシュタット・アルテンフンデムの車両基地は、主に大型貨物機関車が上り坂でウェルシェン・エネストの峠まで押し上げるために待機した場所であった。レトマーテとクロイツタールの基地は、ハーゲンとシーゲンで大きな車両基地のため、その重要性を失った。アルテーナ車両基地は20世紀の初めに廃止された。
1915年12月1日にジーゲン - ハイガー間が開通されて、ハーゲンとギーセンが直接に連結された。この区間は石炭運送の部門で重要となり、2600 m以上の長いトンネルと二つの巨大な高架橋の建設が必要であった。当初ジーゲン - ディズニー区間では複々線改修が計画されたものの、戦争のため実現できなかった。

### ドイツ連邦鉄道

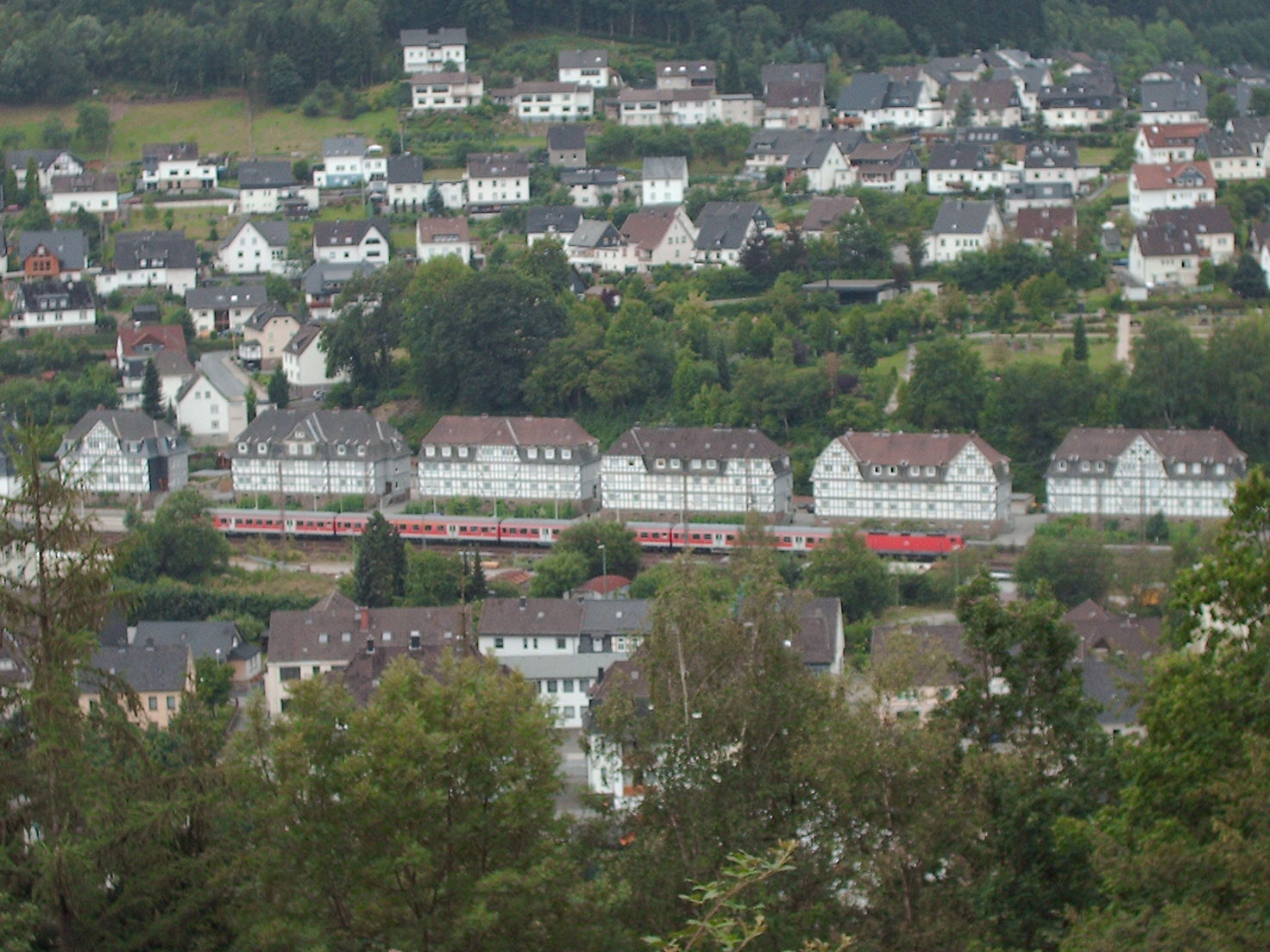
レネシュタット・メゲン駅を出発する中距離列車

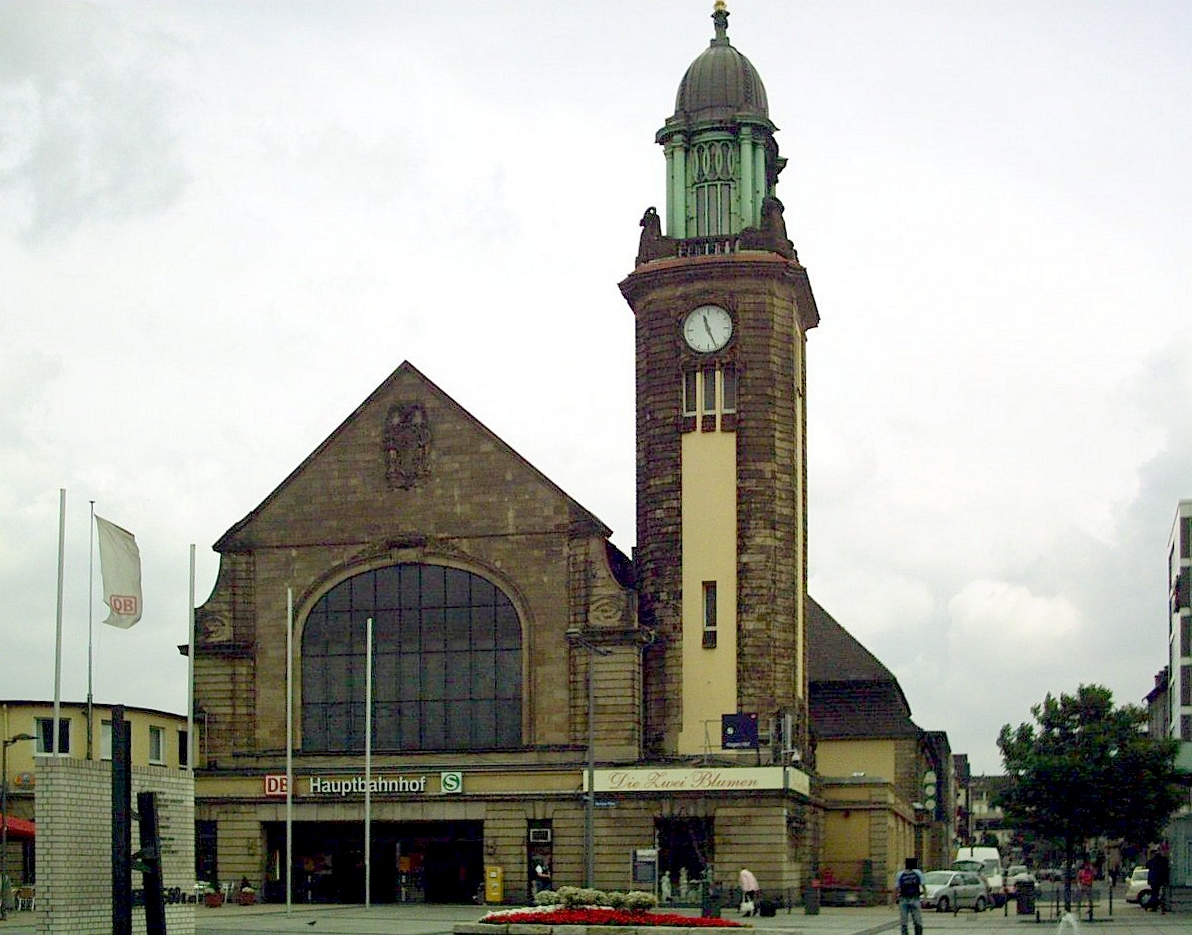
ハーゲン中央駅

1980年ごろ、直通特急列車はノルトダイヒ・モーレからこの路線を通じてフランクフルト、シュトゥットガルトを経てミュンヘンまで走行した。もう一つの列車はこの路線を経由してフリードリヒスハーフェンまで多層建て列車として走行した。D列車の場合、ドルトムントからフランクフルトまでの所要時間は当時に3時間未満で、この列車はコブレンツ経由しライン川に従って走行する列車よりも速かった。
1993年に長距離の旅客輸送の部門で急行列車がインターレギオ列車に転換された。インターレギオ列車はこの路線で一日中数往復で運行されたが、2001年夏の時刻表変更の時に廃止された。

### ドイツ鉄道
2001年夏以来、この路線には長距離列車が通行しなかった。さらに、アルテーナ駅からジーゲン・ヴァイデナウ駅までのほぼすべての停車場は、ノルトライン＝ヴェストファーレン州の現代化社会運動（Modernisierungsoffensive, MOF）にの一環として、障害者および交通弱者に適した構造で改修された。このためフィンネントロップの駅舎は2007年12月に撤去されて、そこに新しい列車とバスの乗り換え施設が備えられた。地域の旅客輸送は2007年12月9日よりアベリオ鉄道NRW法人が引き受けた。
2015年3月18日にドイツ鉄道は言論発表で、長距離列車の比重を25パーセントに拡大することを公表した。ドイツ鉄道は当初に2019年12月の時刻表変更の際にインターシティ路線の開設を計画した。2015年、DBの特急列車部署は地方輸送部署に働きかけ、快速列車時刻表の調整なしに長距離路線を導入できないことを明らかにした。ヴェストファーレン＝リッペ近郊交通（Nahverkehr Westfalen-Lippe, NWL）の協力で、最終的に「ルール＝ジーク急行（RE 16）」運用の引き続きとインターシティ路線の追加が発表された。
ハーゲン - プレッテンベルグ区間は、2021年7月に発生した洪水によってひどく被害を受けた。貨物列車と旅客列車の通行は一時的に中止されねばならなかった。イーザーローン方面の支線にも列車通行が不可能であった。ドイツ鉄道が2021年12月12日に時刻表を変更したことを伝えた運行再開が、ホーエンリンブルクの信号所の予期せぬ損傷を修理しなければならなかったため、2021年12月20日まで延期された。2021年7月に、アベリオの財政難の結果、DBレギオは2022年2月1日から2023年12月までこの路線の地域輸送を引き受けるのを申し込んた。VIAS鉄道は2023年12月にハーゲン - ジーゲン間の中距離路線を引き受けて、その区間の全般的な改修のためにイーザーローン方面の系統を一時的に分離した。

## 運行形態

### 旅客運送
長距離列車は2021年12月に再導入されて、以下のように運行されている。
- IC 34: ミュンスター/ドルトムント - イーザーローン・レトマーテ - レネシュタット・アルテンフンデム - ジーゲン - ヴェツラー - バート・ナウハイム - フランクフルト。120分間隔。使用車両は147形電気機関車とインターシティ2客車のプッシュプル列車。レトマーテ - ディレンブルク区間で停車駅が快速列車と類似した場合、その区間に限って快速列車の運賃が適用される[11]。

地域輸送の場合、ハーゲン - ホーエンリムブルク区間の運賃制はライン＝ルール運輸連合により管理されている。イーザーローン・レトマーテ - ジーゲン区間はヴェストファーレン運賃連合（Westfalentarif）の管轄区域で、ルール＝リッペ運輸連合と南ヴェストファーレン運輸連合に両分される。ディルブレヒト - ハイガー区間の運賃制はライン＝マイン運輸連合（Rhein-Main-Verkehrsverbund, RMV）に属する。RB 56系統は過去にはハーゲン - イーザーローン区間で運営されて、列車はほとんど143形電気機関車と二階建制御車のみで構成された。この系統は現在RB 91と統合されている。
- 快速列車（RE 16）: エッセン - ボーフム - ハーゲン - ホーエンリムブルク - レトマーテ - イーザーローン。60分ごと。VIAS運営[11]。使用車両はFLIRT一世代電車。
- 快速列車（RE 34）: ドルトムント - ヴィッテン - ホーエンリムブルク - レトマーテ - アルテーナ - ヴァルドール - プレッテンベルク - フィンネントロップ - レネシュタット・グレーヴェンブリュック - レネシュタット・アルテンフンデム - ヴェルシェンエネスト - クロースタール - ヴァイデナウ - ジーゲン。60分/120分ごと。IC34と別の系統[11]。
- 快速列車（RE 99）: ジーゲン - ハイガー - ディレンブルク - ヴェツラー - バート・ナウハイム - フランクフルト。ヘッセン地方鉄道（Hessische Landesbahn, HLB）運営。120分ごと[16]。使用車両は一世代電車。
- 普通列車（RB 91）: ハーゲン - ホーエンリムブルク - レトマーテ - イーザーローン/ジーゲン。60分ごと。VIAS運営[11]。使用車両はRE 16と同じ。以前には、425形あるいは426形電車あるいは143形電気機関車とN客車のプッシュプル列車がハーゲン - ジーゲン区間で運用された。
- 普通列車（RB 93）: バート・ベルレーブルク - エルテーブリュック - クロースタール - ガイスヴァイト - ヴァイデナウ - ジーゲン（ -アウ）。60分間隔。HLB運営[17]。使用車両はリント41。
- 普通列車（RB 95）: ジーゲン - ヴィルンスドルフ・ルーダースドルフ - ディルブレヒト - ローデンバッハ - ハイガー - ディレンブルク。HLB）運営。60分/120分ごと[16]。使用車両はコラディア・コンチネンタル。

### 貨物輸送
今日でも、重い貨物列車が補助機関車としてレンネシュタット・アルテンフンデムとウェルシェン・エンネストの間で南の方向にに押し出されている。その後、補助機関車はレンネシュタット・アルテンフンデムに復帰する。この区間の傾斜度は約12 ‰であるが、曲線区間が非常に長いので、頻繁な速度調整が必要である。この路線が電化される前は、ほとんどすべての貨物列車がヴェルシェン・エンネストに押しやられていた。クロイツタールからウェルシェンエネストまで走行する貨物列車はめったになかったものの、今でも重連運転が行われている。
ルール＝ジーク線は、地元の鉄道貨物輸送でも使用される。クロイツタール駅とジーゲン・ヴァイデナウ駅には重要な連結線があり、どちらもジーゲン＝ウィットゲンシュタイン郡立鉄道によって運営されている。